# Phyllodytes
Phyllodytes – rodzaj płazów bezogonowych z podrodziny Hylinae w obrębie rodziny rzekotkowatych (Hylidae).

## Zasięg występowania
Rodzaj obejmuje gatunki występujące we wschodniej Brazylii.

## Systematyka

### Etymologia
- Phyllodytes: gr. φυλλον phullon „liść”; δυτης dutēs „nurek”, od δυω duō „nurkować”[2].
- Amphodus: gr. αμφόδους amphodous „górne i dolne zęby”, od αμφω amphō „zarówno, oba”; οδους odous, οδοντος odontos „ząb”[3]. Gatunek typowy: Amphodus wuchereri Peters, 1872.
- Lophyohyla (Lophiohyla): gr. λοφος lophos „czub, grzebień”; rodzaj Hyla Laurenti, 1768[4]. Gatunek typowy: Lophyohyla piperata Miranda-Ribeiro, 1923.

### Podział systematyczny
Do rodzaju należą następujące gatunki:
- Phyllodytes acuminatus Bokermann, 1966
- Phyllodytes amadoi Vörös, Dias & Solé, 2017
- Phyllodytes brevirostris Peixoto & Cruz, 1988
- Phyllodytes edelmoi Peixoto, Caramaschi & Freire, 2003
- Phyllodytes gyrinaethes Peixoto, Caramaschi & Freire, 2003
- Phyllodytes iuna Santos, Roseno, Solé & Dias, 2023
- Phyllodytes kautskyi Peixoto & Cruz, 1988
- Phyllodytes luteolus (Wied-Neuwied, 1821)
- Phyllodytes maculosus Cruz, Feio & Cardoso, 2007
- Phyllodytes magnus Dias, Novaes-e-Fagundes, Mollo, Zina, Garcia, Recoder, Vechio, Rodrigues & Solé, 2020
- Phyllodytes megatympanum Marciano, Lantyer-Silva & Solé, 2017
- Phyllodytes melanomystax Caramaschi, Silva & Britto-Pereira, 1992
- Phyllodytes praeceptor[7] Orrico, Dias & Marciano, 2018
- Phyllodytes punctatus Caramaschi & Peixoto, 2004
- Phyllodytes tuberculosus Bokermann, 1966
- Phyllodytes wuchereri (Peters, 1873)